# William Keeling
William Keeling, britanski kapitan in raziskovalec, * 1577, † 19. september 1620.
Kot uslužbenec Britanske vzhodnoindijske družbe je poveljeval ladji Susanna na drugi odpravi leta 1604. Na tem potovanju mu je ostalo le še štirinajst mož, ena ladja pa je izginila. Na tretji odpravi leta 1607 je poveljeval ladjama Red Dragon in Hector. Na odpravi se je leta 1608 v mestu Bantam srečal z veleposlanikom iz Ajutajskega kraljestva. Kokosove otoke je odkril leta 1609, ko je plul domov iz Bande v Anglijo.
Po njegovi vrnitvi v domovino ga je angleški kralj Jakob I. imenoval za dvorjana, v letu 1618  pa je bil imenovan za poveljnika gradu Cowes na otoku Wight, kjer je leta 1620 tudi umrl.
V ohranjenem fragmentu njegovega ladijskega dnevnika Keeling opisuje nastop njegovih pomorščakov, ki so uprizarjali Hamleta (v obalnih vodah Sierra Leone, 5. septembra 1607 in blizu Socotre, 31. maja 1608) in Riharda II. (Sierra Leone, 30. september 1607). Nekaj časa po odkritju fragmenta so zgodovinarji sumili, da gre za ponaredek, kasneje pa je bilo splošno sprejeto, da je dokument pristen. Vendar pa so nedavne raziskave pokazale, da je najverjetneje ponaredek, ki ga je ustvaril John Payne Collier.